# Hermann Epenstein
Hermann Ludwig Traugott Albrecht Epenstein-Mauternburg (* 8. Jänner 1850 in Berlin; † 5. Juni 1934 in Mauterndorf), von 1910 bis zur Aufhebung des Adels in Österreich 1919 Hermann Epenstein Ritter von Mauternburg, war ein deutsch-österreichischer Arzt, Großkaufmann, Burgherr sowie Taufpate von Hermann Göring.

Hermann Epenstein (vor 1900)

## Leben

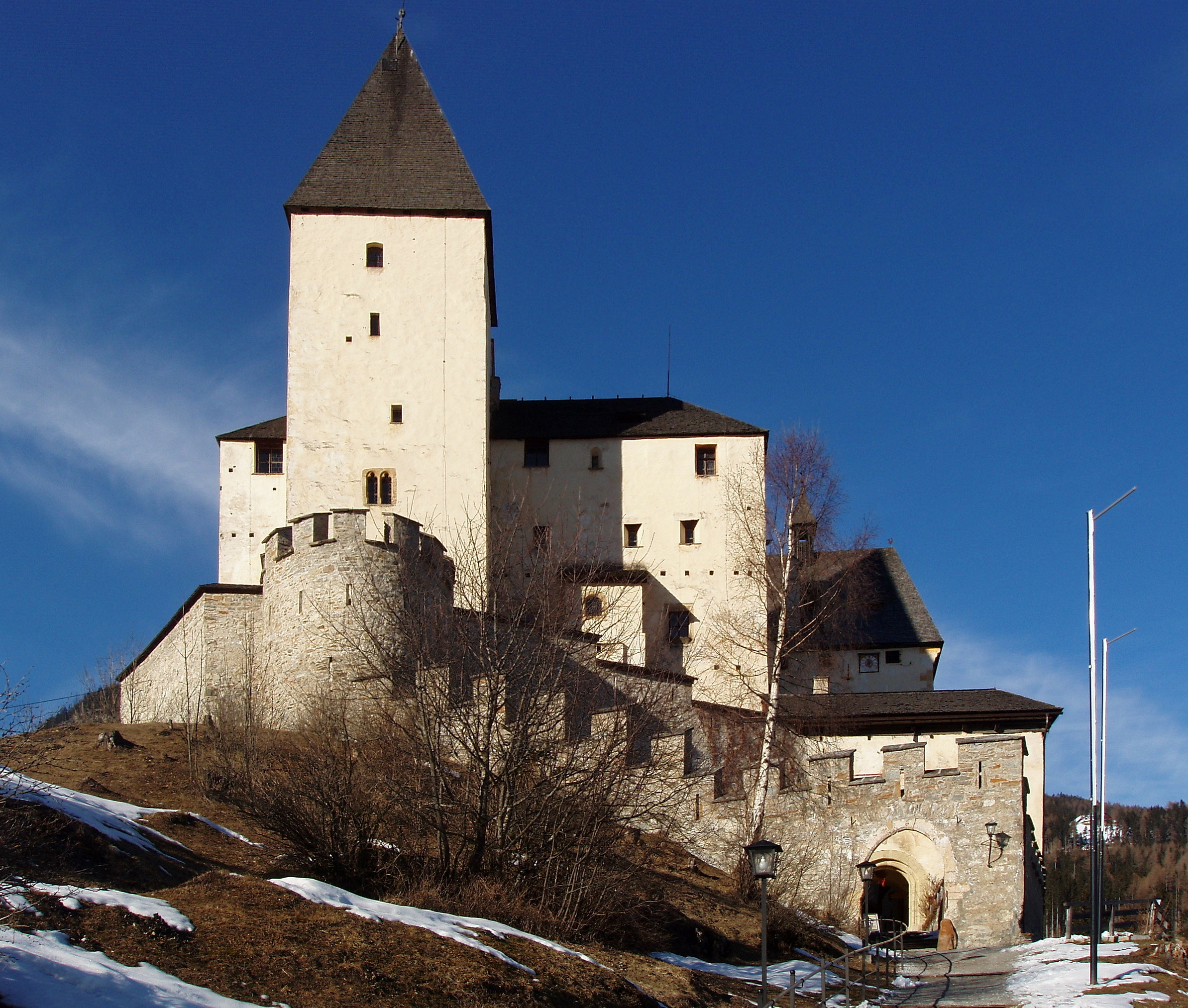
Burg Mauterndorf

Epenstein war der Sohn einer Katholikin und eines Katholiken, der zwecks Heirat vom Judentum konvertiert war, und galt daher im NS-Sprachgebrauch als „Halbjude“. Sein Vater Ludwig Hermann Traugott Epenstein war königlicher Sanitätsrat in Berlin. Der Sohn Hermann Epenstein wurde königlich preußischer Stabsarzt. Durch Handel sehr wohlhabend geworden, war er politisch deutschnationaler Einstellung.
Während eines Aufenthalts in Deutsch-Südwestafrika lernte er den dortigen kaiserlichen Kommissar Heinrich Ernst Göring und dessen Frau Franziska kennen, deren Kind er entband. Zurück in Deutschland wohnten die Görings in seinem Haus in Berlin-Friedenau (Fregestraße 19). Franziska wurde Epensteins Geliebte. Sie führte das Verhältnis mit ihm offen, bei Besuchen wohnte sie bei ihm, während ihr Mann abseits untergebracht wurde. Epenstein wurde Taufpate aller fünf Kinder Görings aus zweiter Ehe, darunter Hermann und Albert. Gerüchte, er wäre der Vater der beiden, werden von Historikern abgelehnt.
Im Jahr 1894 erwarb Epenstein die verfallene Burg Mauterndorf im Land Salzburg und ließ sie bis 1904 wieder aufbauen. 1897 kaufte er für 20.000 Mark auch die Burg Veldenstein nördlich von Nürnberg. Um der Burg ihr ehemaliges Aussehen wiederzugeben, investierte er bis 1914 über eine Million Mark. Epenstein stellte der Familie Göring die Burg als Wohnsitz zur Verfügung. Hermann Göring besuchte seinen „Ersatzvater“ Epenstein auch auf Burg Mauterndorf, die er später „die Burg seiner Jugend“ nannte. Epensteins Vorliebe für Burgen und mittelalterliches Gepränge prägten die Vorstellungswelt des jungen Hermann.
1909 wurde Epenstein österreichischer Staatsbürger und lebte nach dem Ersten Weltkrieg in Mauterndorf. In Würdigung des Wiederaufbaus von Burg Mauterndorf erhob ihn Kaiser Franz Joseph I. am 8. August 1910 in den Ritterstand.
1913 kam es zum Bruch zwischen den Görings und Epenstein, nachdem er mit 62 Jahren erstmals geheiratet hatte: die viel jüngere Elisabeth „Lilly“ Schandrovich Edle von Kriegstreu (1887–1939).
Nach dem misslungenen Hitler-Putsch 1923 fand Göring bei Epenstein in Mauterndorf Zuflucht. Als Epenstein 1934 an Altersschwäche starb, vererbte er die Burgen seiner Frau, die wiederum Göring, dem Wunsch Epensteins folgend, als Erben einsetzte.

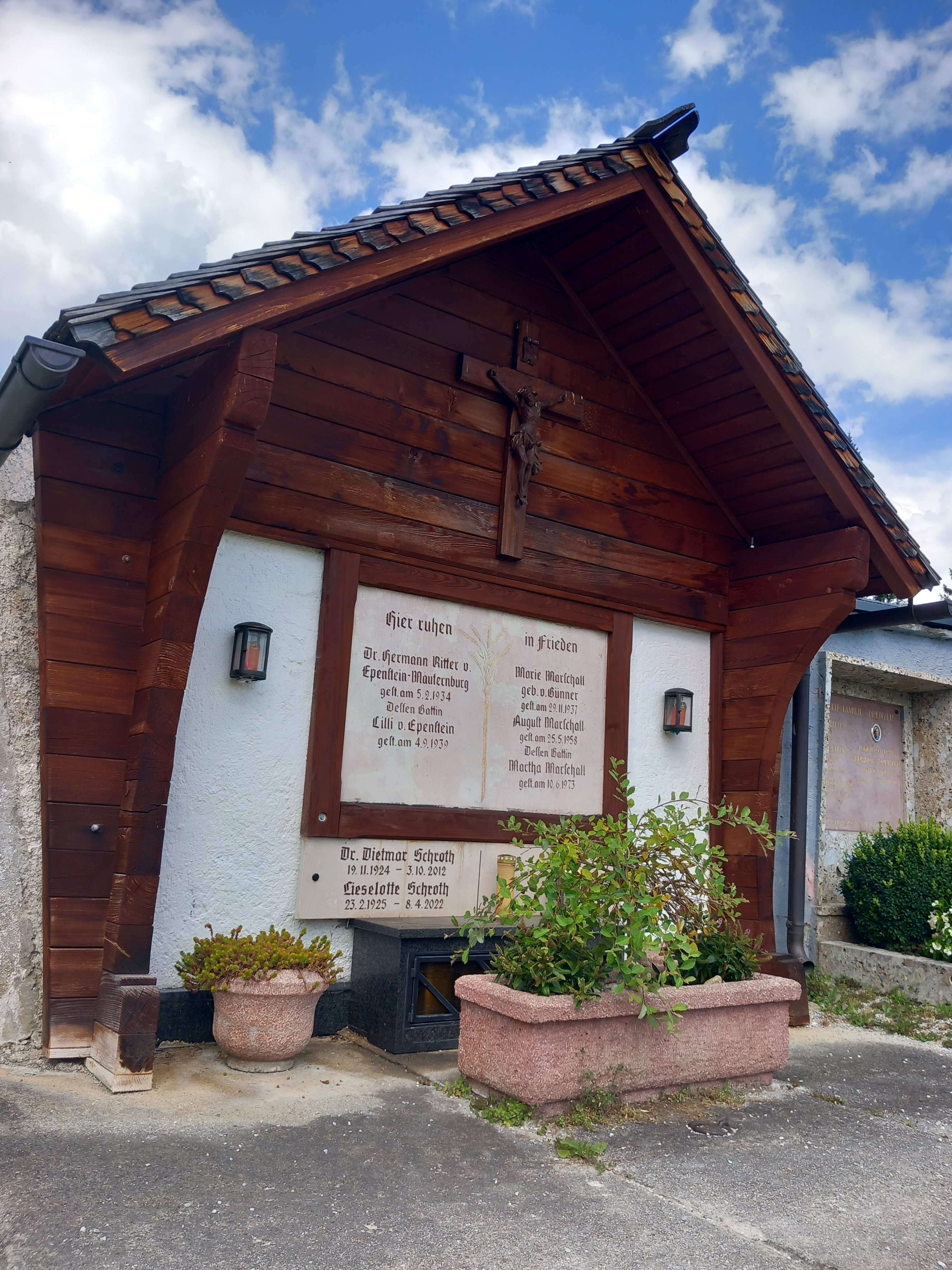
Grabstätte Epensteins in Mauterndorf